# Кыркбуран
Кыркбура́н, Киркбура́н — археологический памятник в Юкарычирчикском районе Ташкентской области, городище.

## Этимология названия
Название Кыркбуран означает «сорок ветров». О комплексе археологических памятников, расположенных в данном районе, существует легенда. Согласно преданию, в ходе кровопролитной обороны города Беш бог, погибли практически все мужчины-защитники, в живых остались только старики, женщины и дети. Положение осложнялось тем, что захватчики перекрыли все дороги и засыпали колодец. Тогда сорок девушек поднялись на крышу правителя города и стали молиться небу, Солнцу, Луне и звёздам. Они клялись отдать свою жизнь для спасения города. Мольбы девушек привели к чуду: обрушилась буря, которая сметала отряды врагов, её порывы становились всё сильнее. Нападавшие бросились отступать, но сорок ветров раскидали их, полностью разбив войско. Город был спасён, а девушки обратились в белых птиц и унеслись вместе с ветрами, но когда снова навдигалась опасность, ветра и белые птицы возвращались. В честь легендарных событий крупный холм в данной местности и получил название Кыркбуран, а маленький холм поблизости — Кизтепа («город девушек»), возникший же здесь кишлак стал известен как Бешбай или Бешбаг.

## Описание
Городище Кыркбуран расположено при впадении Кызылсая в Левобережный Карасу, поблизости от места Кушнадарё («Пара рек»), почитаемого в качестве святого. Памятник находится в 500 м на юго-восток от слияния рек. Кыркбуран представляет собой холм (тепе) прямоугольной формы с остатками замка в северной части, образующими возвышение. 
Городище было отмечено в 1940-м году А. И. Тереножкиным в рамках археологических исследований по трассе прокладываемого Ташкентского канала. В 1953-м году М. И. Филанович и М. К. Пачос произвели раскопки памятника. При раскопках в разрезе был обнаружен кирпич-сырец, сосуды и скульптурные изображения подставок, украшенные двумя головами барана и быка. Нижний слой городища был датирован IV—VII веками, верхний слой — X—XII веками.